# Garnet Crow
Garnet Crow foi uma banda de j-pop (pop japonês). A banda iniciou sua carreia em 1999, com o lançamento do do mini-disco independente First Kaleidscope ~Kimi no uchi ni tsuku made zutto hashitte yuku~.
Suas canções mais famosas são "flying" (canção-tema do jogo Tales of Eternia) e "Yume mita ato de", canção que os fez aparecer pela primeira vez cantando na televisão japonesa.
Eles lançaram mais de trinta singles, dez álbuns, três mini-álbuns, dois best-albums e nove DVDs ao todo.
Em 19 de Agosto de 2009, foi lançado o trigésimo single "Hana wa Saite Tada Yurete (As flores florescem mexendo-se ao vento)"  e em 9 de Setembro o sétimo álbum "STAY ~Yoake no Soul~ (STAY~Alma do Amanhecer~)" no Japão.
Em 30 de Março de 2013, foi anunciado o fim da banda com o álbum "~Terminus~".　A banda se desfez no dia 9 de Junho, com o show "Terminus - The Last Livescope". Em 2021, seus trabalhos foram lançados em serviços de streaming.

## Membros
- Yuri Nakamura (vocal)
- AZUKI Nana (teclado, letras)
- Hitoshi Okamoto (guitarra)
- Hirohito Furui (teclado, efeitos).

## Discografia

### Singles
1. [2000.03.29] Mysterious Eyes (Detective Conan 7th op (ep 168-204))
2. [2000.03.29] Kimi no uchi ni tsuku made zutto hashitte yuku
3. [2000.05.17] Futari No Rocket
4. [2000.09.27] Sen ijou no kotoba wo narabete mo...
5. [2000.10.25] Natsu no maboroshi (Detective Conan 10th ed (ep 205-218) & OVA1)
6. [2000.11.29] flying (Tales of Eternia opening theme)
7. [2001.05.09] Last love song
8. [2001.08.08] call my name (Project Arms 2nd ed)
9. [2001.11.21] Timeless Sleep (Project Arms 3rd ed)
10. [2002.03.13] Yume mita ato de (Detective Conan 14th ed (ep 266-287))
11. [2002.08.14] Spiral
12. [2002.12.11] Crystal gauge
13. [2003.07.23] Nakenai yoru mo nakanai asa mo
14. [2003.09.10] Kimi to iu hikari (Detective Conan 18th ed (ep 329-349))
15. [2004.01.14] Bokura dake no mirai
16. [2004.06.16] Kimi wo kazaru hana wo sakasou (Monkey turn ending theme)
17. [2004.11.17] Wasurezaki (Detective Conan 20th ed (ep 376-397) & OVA5)
18. [2005.05.18] Kimi no omoi egaita yume atsumeru HEAVEN (MÄR 1st op)
19. [2005.11.23] Haredokei (MÄR 2nd op) #13 17,107 copies
20. [2006.03.01] Rai Rai Ya #17 17,479 copies'
21. [2006.07.05] Yume Hanabi (MÄR 3rd op) #15 21,732 copies
22. [2006.08.15] Koyoi Eden no Katasumi de (MÄR 6th ed) #14 12,705 copies
23. [2006.09.06] Maboroshi #7 16,002 copies
24. [2007.02.21] Kaze to Rainbow / Kono te wo nobaseba (MÄR 4th op / 8th ed) #6 24,231 copies
25. [2007.07.04] Namida no Yesterday (Detective Conan 20th op) #10 16,194 copies
26. [2007.11.14] Sekai wa mawaru to iu keredo (Detective Conan 28th ed) #12 15,917 copies
27. [2008.08.13] Yume no Hitotsu (used in anime Golgo 13) #10 13,015 copies
28. [2008.10.22] Hyakunen no Kodoku (used in the movie Shin Kyuseishu Hokuto no Ken 0 Kenshirô Den) #9 14,067 copies
29. [2009.05.20] Doing All Right / Nora (Detective Conan 33rd ed) #17,055 copies
30. [2009.08.19] Hana wa Saite Tada Yurete

### Álbuns
1. [2001.01.31] first soundscope ~Mizu no Nai Hareta Umi e~ (first soundscope ～水のない晴れた海へ～)
2. [2002.04.24] SPARKLE ~Sujigakidoori no Sky Blue~ (SPARKLE ～筋書き通りのスカイブルー～)
3. [2003.11.12] Crystallize ~Kimi to Iu Hikari~ (Crystallize ～君という光～)
4. [2004.12.08] I'm waiting 4 you
5. [2005.10.26] GARNET CROW BEST
6. [2006.10.04] THE TWILIGHT VALLEY
7. [2008.03.12] LOCKS
8. [2009.09.09] STAY ~Yoake no Soul~

### Mini-albums
1. [1999.12.04] first kaleidscope ~kimi no uchi ni tsuku made zutto hashitte yuku~

### DVDs
1. [2003.02.26] first live scope and document movie
2. [2004.06.16] GARNET CROW livescope 2004 ~kimi to iu hikari~
3. [2005.07.20] "le 5 ème anniversaire" L'Histoire de 2000 à 2005
4. [2007.06.27] GARNET CROW LIVESCOPE 2006 Livescope ~THE TWILIGHT VALLEY~
5. [2008.12.17] special live in 仁和寺
6. [2008.05.20] Are You Ready To Lock On?! 〜livescope at the JCB Hall〜

### Álbuns remix
1. [2004.01.21] GARNET CROW Remixes Cool City Production vol.8

### Livros
1. [2001.01.31] 80.0 (Photo & Anthology by Azuki Nana)
2. [200x.xx.xx] GARNET CROW First Photoscope ~5th Anniversary~